# Tales from the City
Tales from the City è il secondo album del gruppo musicale canadese Mobile, pubblicato il 7 ottobre 2008 in Canada. Il primo singolo estratto dall'album, The Killer, è stato pubblicato il 1º luglio 2008.
L'album è stato scritto verso la fine del 2007 e l'inizio del 2008. Le canzoni di questo album hanno un suono migliore rispetto all'album precedente. Verso luglio del 2007 alla madre di Christian le è stato diagnosticato un tumore al seno e un po' della musica di questo album è ispirata da questo evento. Secondo Mat l'album mostrerà un lato diverso dei Mobile.
La prima traccia di questo album, Daylight Breaks, è stata scritta nel 2000, ma non è mai stata registrata fino a questo album.

## Tracce
1. Daylight Breaks – 5:24
2. Mother – 4:14
3. Hit the Floor #7 – 3:51
4. The Killer – 3:41
5. No Tomorrow – 3:55
6. Gravity – 4:46
7. Slow Motion Car Crash – 3:36
8. Sweet Light – 3:43
9. Live to Find – 3:57
10. All Is Forgiven – 7:42

## Singoli
- The Killer (2008)